# Dederstedt
Dederstedt is een plaats en voormalige gemeente in de Duitse deelstaat Saksen-Anhalt en maakt deel uit van de gemeente Seegebiet Mansfelder Land in de Landkreis Mansfeld-Südharz.
Dederstedt telt 430 inwoners.